# Lybius
Genre
Le genre Lybius regroupe douze espèces d'oiseaux africains, les barbicans (autrefois barbus), actuellement intégrées à la famille des Lybiidae.

## Description
Comme les autres Lybiidae, ce sont des oiseaux petits ou moyens au corps trapu et au bec conique et fort. La plupart des espèces marient le noir, le rouge, le blanc et le brun dans leur plumage, auxquels viennent s'ajouter du jaune, comme chez le Barbican de Vieillot. De longues vibrisses entourent leur bec.

## Répartition et habitat
Ils sont présents dans une bonne partie de l'Afrique subsaharienne. On ne les trouve pas dans le Sahel, dans l'ouest de l'Afrique du Sud et dans le Namib. Ce sont des oiseaux majoritairement arboricoles ils ont donc besoin d'arbres ou tout du moins de broussailles denses, qu'ils vivent dans les forêts tropicales humides ou les savanes arides, même si la plupart des espèces sont présentes dans les savanes boisées et les forêts ouvertes.

## Liste des espèces
D'après la classification de référence (version 14.1, 2024) du Congrès ornithologique international (ordre phylogénique) :
- Lybius undatus – Barbican barré
- Lybius vieilloti – Barbican de Vieillot
- Lybius leucocephalus – Barbican à tête blanche
- Lybius chaplini – Barbican de Chaplin
- Lybius rubrifacies – Barbican à face rouge
- Lybius guifsobalito – Barbican guifsobalito
- Lybius torquatus – Barbican à collier